# Gottfried III. von Rancon
Gottfried III. (franz.: Geoffroy; † 1258) war ein Herr von Rancon und Taillebourg. Er war ein Sohn des Gottfried II. von Rancon.
Gottfried hegte eine persönliche Feindschaft gegenüber Hugo X. von Lusignan und soll deshalb nach den Worten Joinvilles seine Haare wild wachsen gelassen haben, statt sie der Mode jener Zeit kurz zu schneiden. Folglich stellte er sich gegen die Allianz Lusignans mit König Heinrich III. von England, welcher im Mai 1242 an der Küste der Saintonge zum Krieg gegen Frankreich anlandete. Nach außen zeigte er sich gegenüber diesen zunächst Verhandlungsbereit, aber nur um damit den Vormarsch des Engländers aufzuhalten und um König Ludwig IX. Zeit für eine Gegenoffensive zu verschaffen. Am 21. Juli 1242 überraschte und besiegte das französische Heer die Verbündeten in der Schlacht bei Taillebourg, der König von England floh und Hugo von Lusignan musste sich in Poitiers schmachvoll unterwerfen. Zu diesem Anlass habe sich Gottfried schließlich vor dem versammelten Hof die Haare wieder kurz schneiden lassen. Auch legte er dabei den Lehnseid gegenüber Ludwig IX. ab um seine Treue zur Krone Frankreichs zu bekräftigen.
Seine Kinder waren:
- Gottfried IV. († 1263), Herr von Rancon und Taillebourg
- Amabale, ⚭ mit Guillaume V. de Parthenay
- Aymar († 1226), Graf von Bigorre (iure uxoris)

## Weblink
- Seigneurs de Rancon bei Foundation for Medieval Genealogy.ac (englisch)

| Personendaten    | Personendaten                   |
| ---------------- | ------------------------------- |
| NAME             | Gottfried III. von Rancon       |
| ALTERNATIVNAMEN  | Geoffroy III de Rancon          |
| KURZBESCHREIBUNG | Herr von Rancon und Taillebourg |
| GEBURTSDATUM     | 12. Jahrhundert                 |
| STERBEDATUM      | 1258                            |